# 1896 en Grèce
Chronologie de la Grèce
- 1892
- 1893
- 1894
- 1895
- 1896
- 1897
- 1898
- 1899
- 1900

Cette page concerne les évènements survenus en 1896 en Grèce  :

## Évènement
- 6-15 avril : Jeux olympiques, premiers Jeux olympiques de l'ère moderne. Pays participants : Allemagne, Australie, Autriche, Bulgarie, Chili, Danemark, États-Unis, France, Grèce, Hongrie, Italie, Grande-Bretagne, Suède, Suisse ainsi qu'une équipe mixte de différentes nationalités.
- 6 octobre : Recensement de la Grèce

## Sport
- Spyrídon Loúis, athlète, devient champion olympique du marathon.

## Création
- Inauguration du stade Karaïskakis au Pirée.
- Inauguration, après rénovation du stade panathénaïque à Athènes.
- Championnat grec d'athlétisme

## Naissance
- Anastásios Dalípis (el), militaire et personnalité politique.
- Doris (el), peintre.
- Kóstas Karyotákis, poète.
- Élli Lambrídi, philosophe.
- Aspasía Mános, princesse de Grèce et de Danemark.
- Níkos Milióris, écrivain grec.
- Dimitri Mitropoulos, chef d'orchestre, pianiste et compositeur.
- Eleni Ourani (en), écrivaine.
- Isacco Sciaky (it), philosophe.
- Eléni Skoúra, personnalité politique et première femme membre du parlement grec.
- Chrístos Zalokóstas, escrimeur et personnalité politique.

## Décès
- Pavlos Carrer, compositeur.
- Ioánnis Fokianós (el), gymnaste.
- Pávlos Kalligás (el), écrivain, juge et personnalité politique.
- Geórgios Martinélis (el), poète.
- Iákovos Polylás, écrivain, journaliste et personnalité politique.
- Spyrídon Xýndas (el), compositeur.